# Wat
Wat (tiếng Khmer: វត្ត, vôtt [ʋɔət]; tiếng Lào: ວັດ, vat; tiếng Thái: วัด, RTGS: wat [wát]; tiếng Tai Lü: 「ᩅᨯ᩠ᨰ」(waD+Dha); tiếng Northern Thai: 「ᩅ᩠ᨯ᩶」 （w+Da2)) là loại đền tôn giáo Phật giáo và đạo Hindu ở Campuchia, Lào, Tiểu Tân Sơn, Vân Nam, Tỉnh Nam Sri Lanka, miền Nam Việt Nam và Thái Lan. Từ "wat" là từ tiếng Thái được mượn từ tiếng Phạn "vāṭa" (Devanāgarī: वाट), có nghĩa là 'khuôn viên bao quanh'. Thuật ngữ này có nhiều ý nghĩa khác nhau ở mỗi vùng miền, đôi khi chỉ đề cập đến một loại đền tôn giáo được chính quyền công nhận hoặc đền lớn, đôi khi chỉ đề cập đến bất kỳ đền Phật hoặc Hindu nào.

## Tổng quan

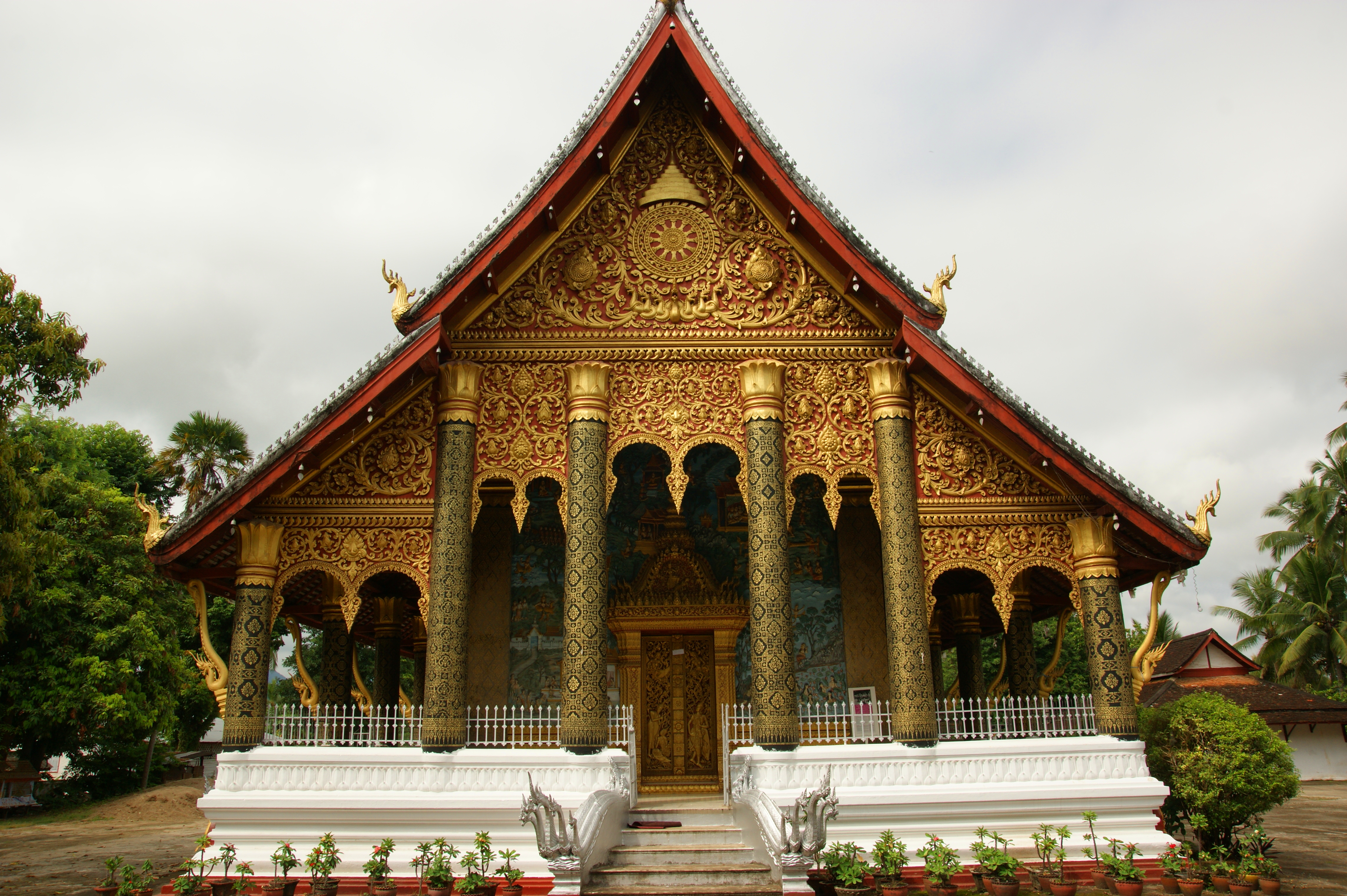
Wat Mahathat, Luang Prabang

Nói chính xác, một wat là khuôn viên linh thiêng của Phật giáo với Tịnh xá, một ngôi đền, một công trình chứa một tượng Phật lớn và một cơ sở để dạy học. Một địa điểm mà không có ít nhất ba bhikkhu cư trú thì không thể được miêu tả chính xác là một wat, mặc dù thuật ngữ này thường được sử dụng rộng hơn, ngay cả đối với các tàn tích của các đền thờ cổ đại. Là một động từ chuyển hoặc không chuyển, wat có nghĩa là đo, lấy đo lường; so sánh với templum, từ đó bắt nguồn temple, có cùng nguồn gốc với template.
Ở Campuchia, một wat là bất kỳ nơi thờ cúng nào. "Wat" thường được sử dụng để chỉ một nơi thờ cúng Phật giáo, nhưng thuật ngữ chính xác là vôtt pŭtthsasnéa (វត្តពុទ្ធសាសនា) có nghĩa là "chùa Phật". "Angkor Wat" (អង្គរវត្ត ângkôr vôtt) có nghĩa là 'thành phố các đền thờ'.
Trong ngôn ngữ hàng ngày tại Thái Lan, "wat" là bất kỳ nơi thờ cúng nào trừ một mosque (tiếng Thái: สุเหร่า; RTGS: surao; hoặc tiếng Thái: มัสยิด; RTGS: matsayit) hoặc một synagogue (tiếng Thái: สุเหร่ายิว; RTGS: surao yio). Do đó, wat chin (วัดจีน) hoặc san chao (ศาลเจ้า) là một ngôi đền Trung Quốc (hoặc Phật giáo hoặc Đạo giáo), wat khaek (วัดแขก) hoặc thewasathan (เทวสถาน) là một đền Hindu và bot khrit (โบสถ์คริสต์) hoặc wat farang (วัดฝรั่ง) là một nhà thờ Công giáo, tuy nhiên tiếng Thái โบสถ์ (RTGS: bot) có thể được sử dụng mô tả như với các địa điểm thờ cúng Hồi giáo.

## Phân loại

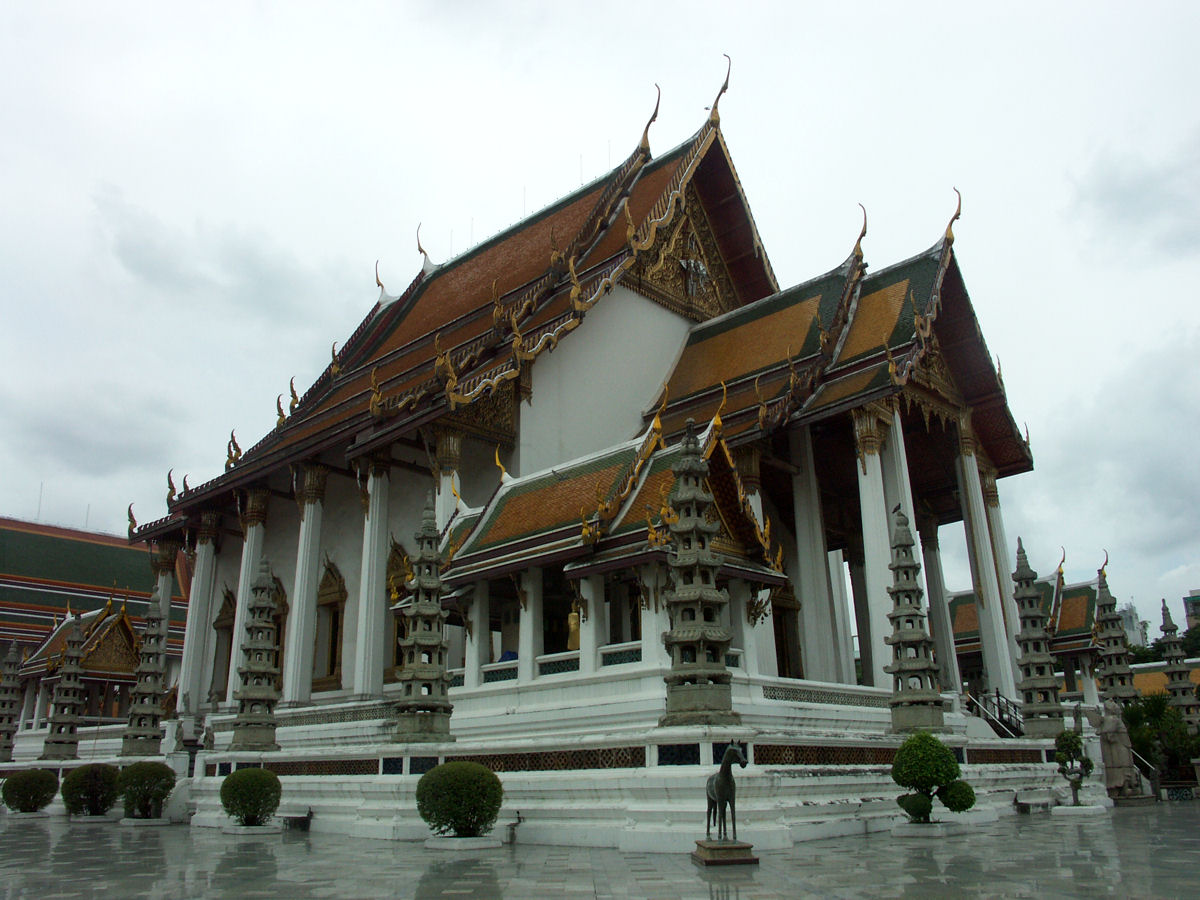
Mặt tiền của Phra Wihan Luang (đại hội trường), chùa Wat Suthat, Bangkok.

Theo pháp luật Thái Lan, có hai loại đền thờ Phật giáo Thái:
- Wats (วัด; wat) à những ngôi đền được chính phủ chấp thuận và được nhà vua trao tặng wisungkhammasima (วิสุงคามสีมา), hoặc đất để xây dựng phòng chính tại đền thờ Phra Ubosot, những ngôi đền này được chia thành:[2]
  - Đền thờ hoàng gia (tiếng Thái: พระอารามหลวง; RTGS: phra aram luang): được thành lập hoặc bảo trợ bởi vua hoặc các thành viên trong gia đình vua.
  - Đền thờ công cộng (tiếng Thái: วัดราษฎร์; RTGS: wat rat): được thành lập bởi các công dân tư nhân. Mặc dù được gọi là "tư nhân", nhưng các đền thờ tư nhân này được mở cửa cho công chúng và là nơi tổ chức các hoạt động tôn giáo công cộng.
- Samnak song (tiếng Thái: สำนักสงฆ์): là những ngôi đền không được chính phủ chấp thuận và không có wisungkhamasima.

## Hình ảnh

### Campuchia

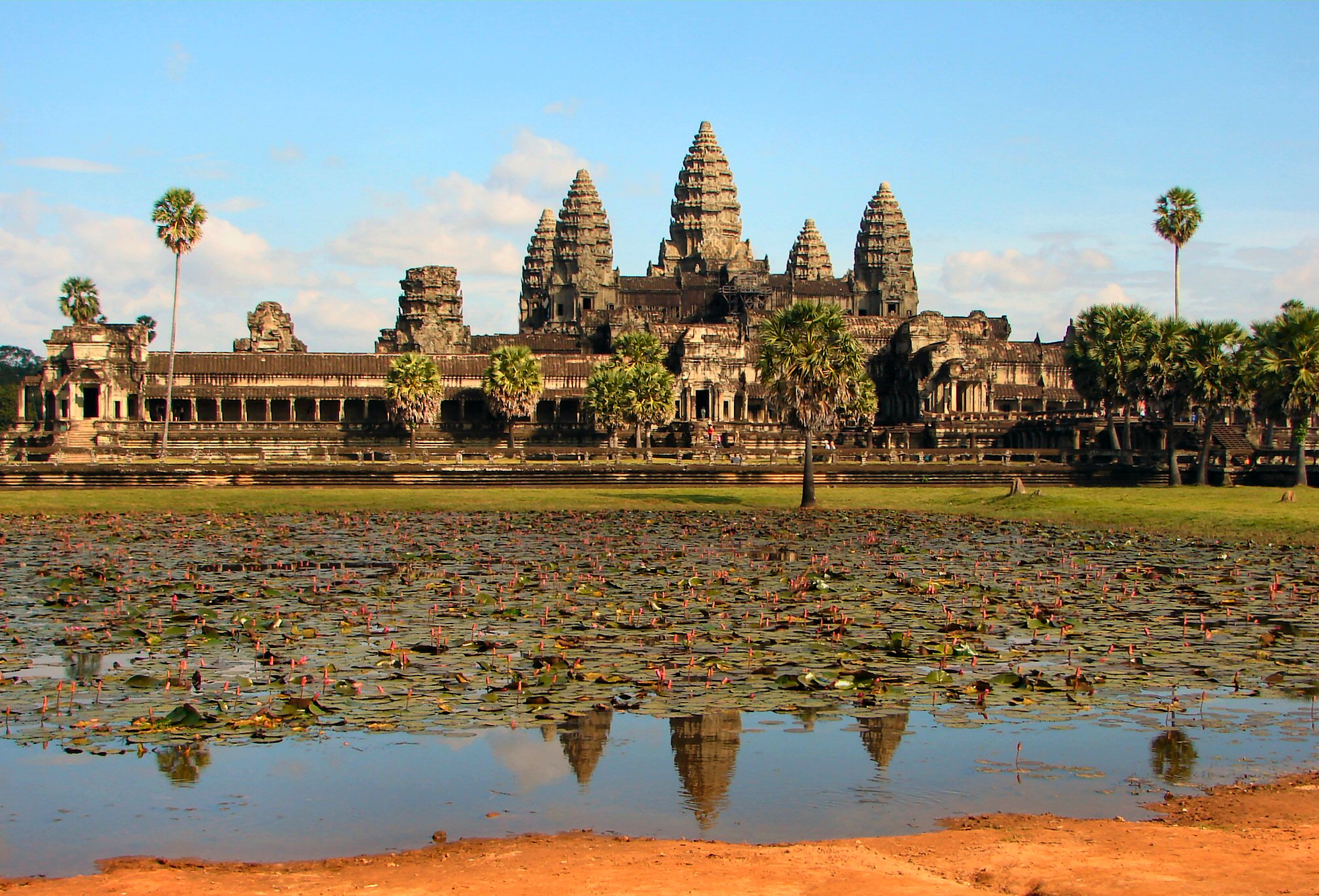
Angkor Wat
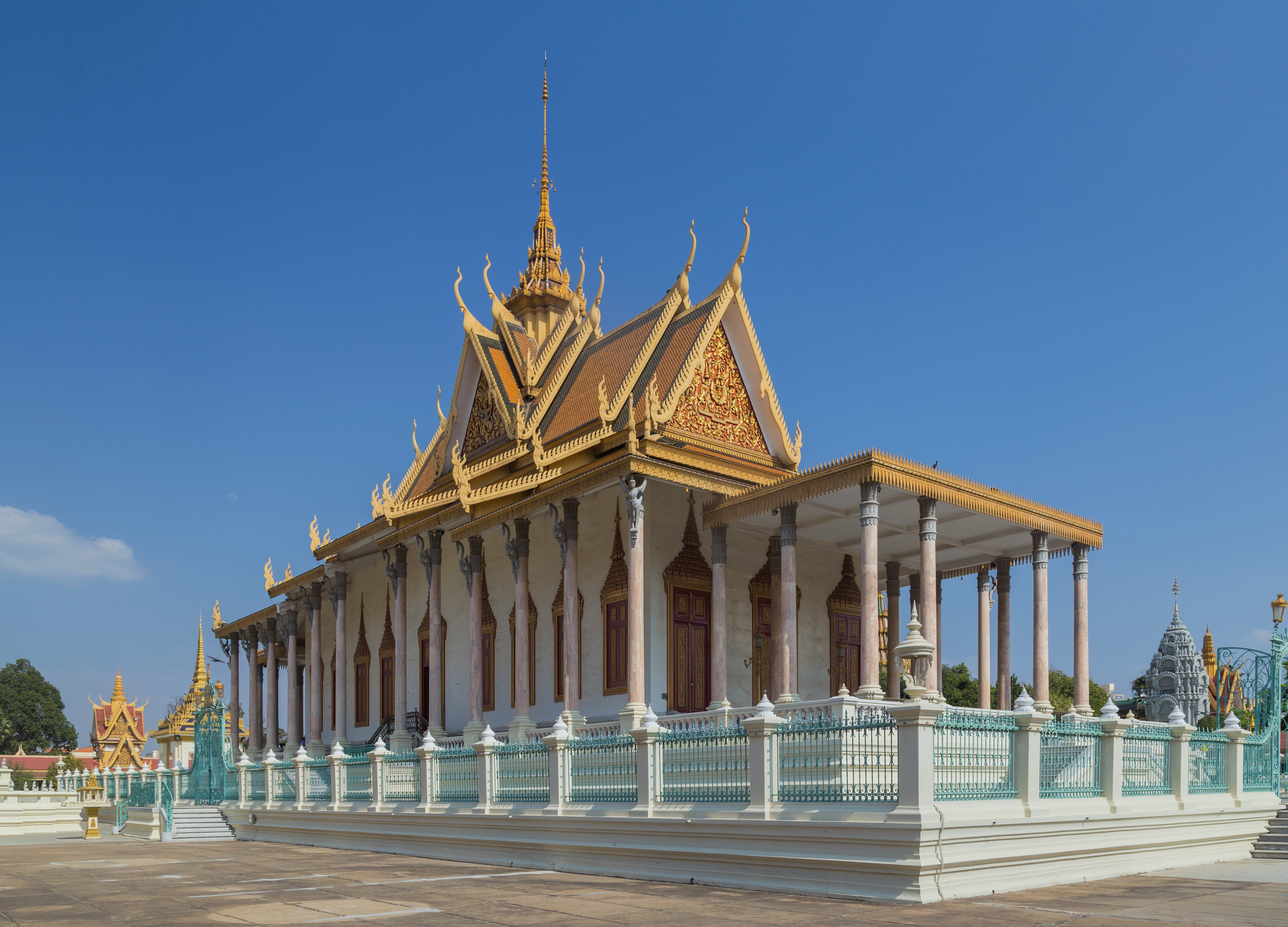
Silver Pagoda
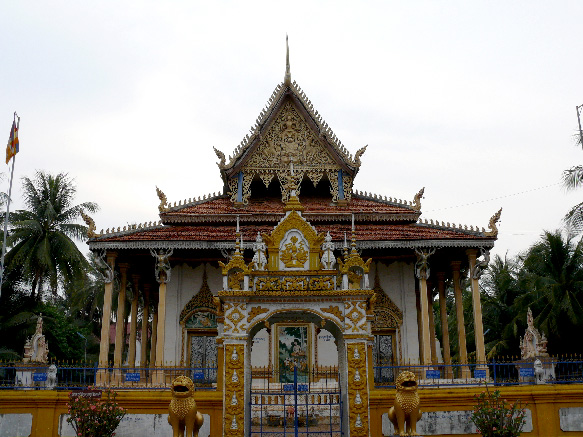
Vihear của Wat Peapet, Battambang, Campuchia
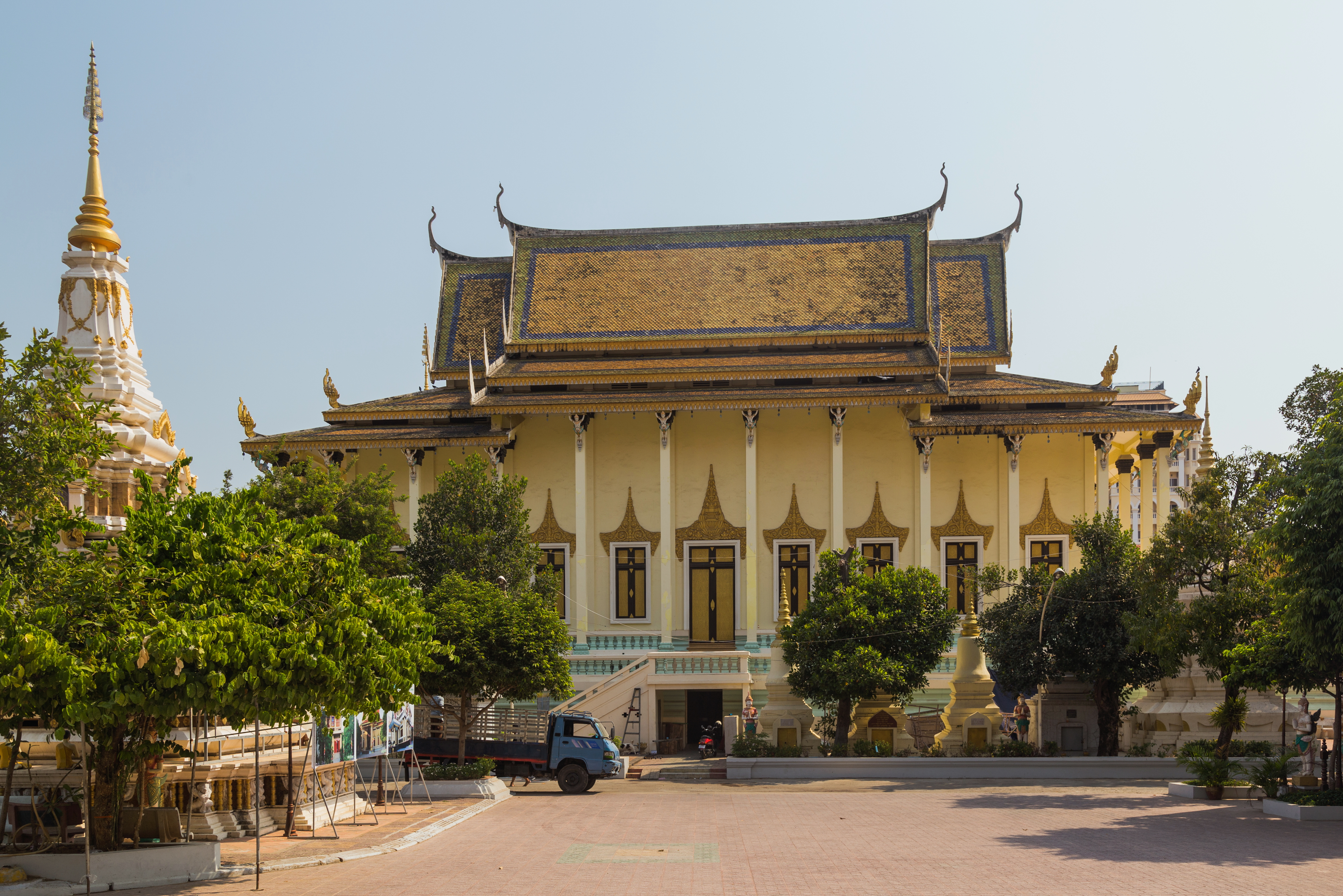
Vihear của Wat Botum Wattey, Phnôm Pênh, Campuchia
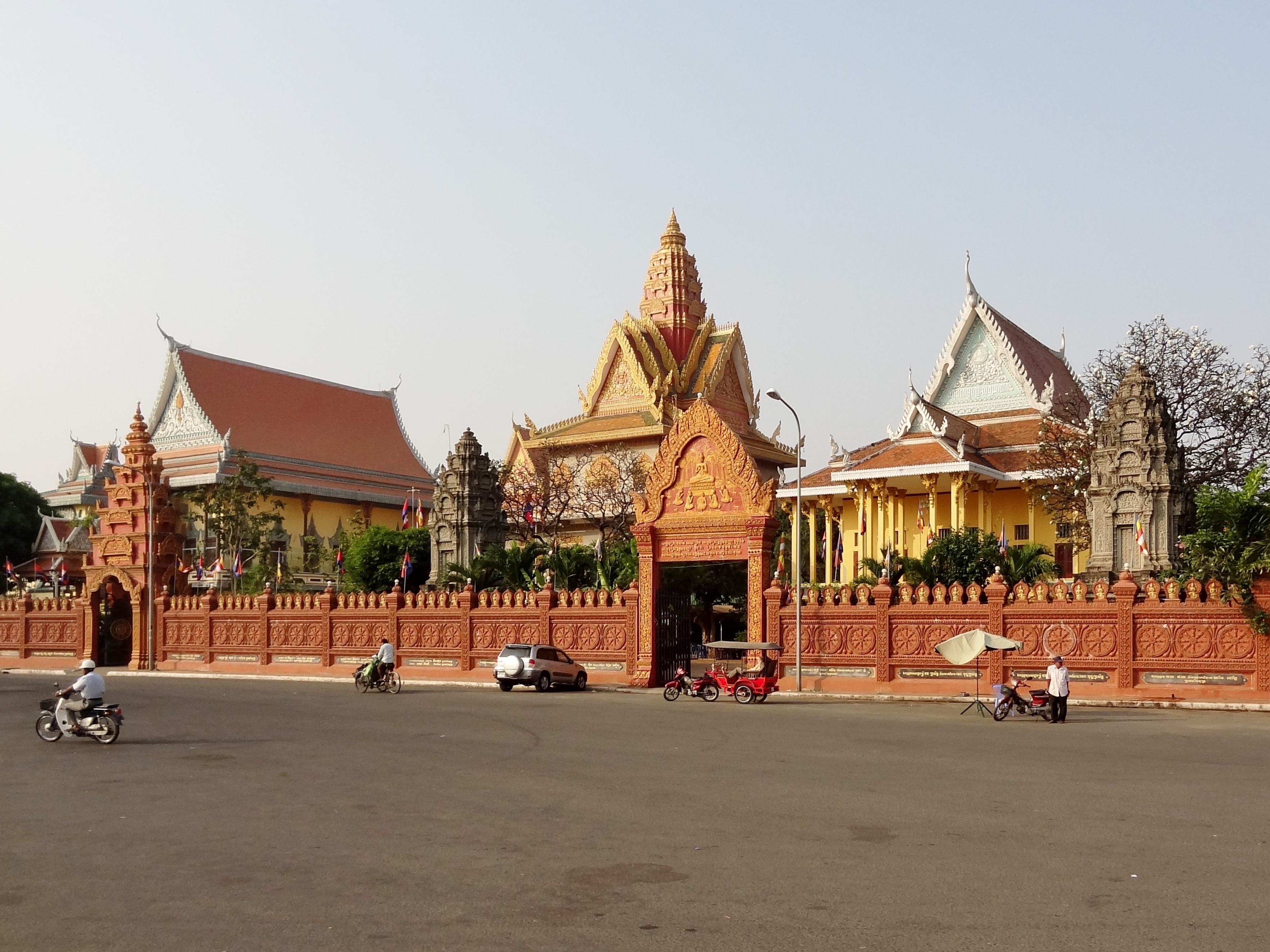
Wat Ounalom
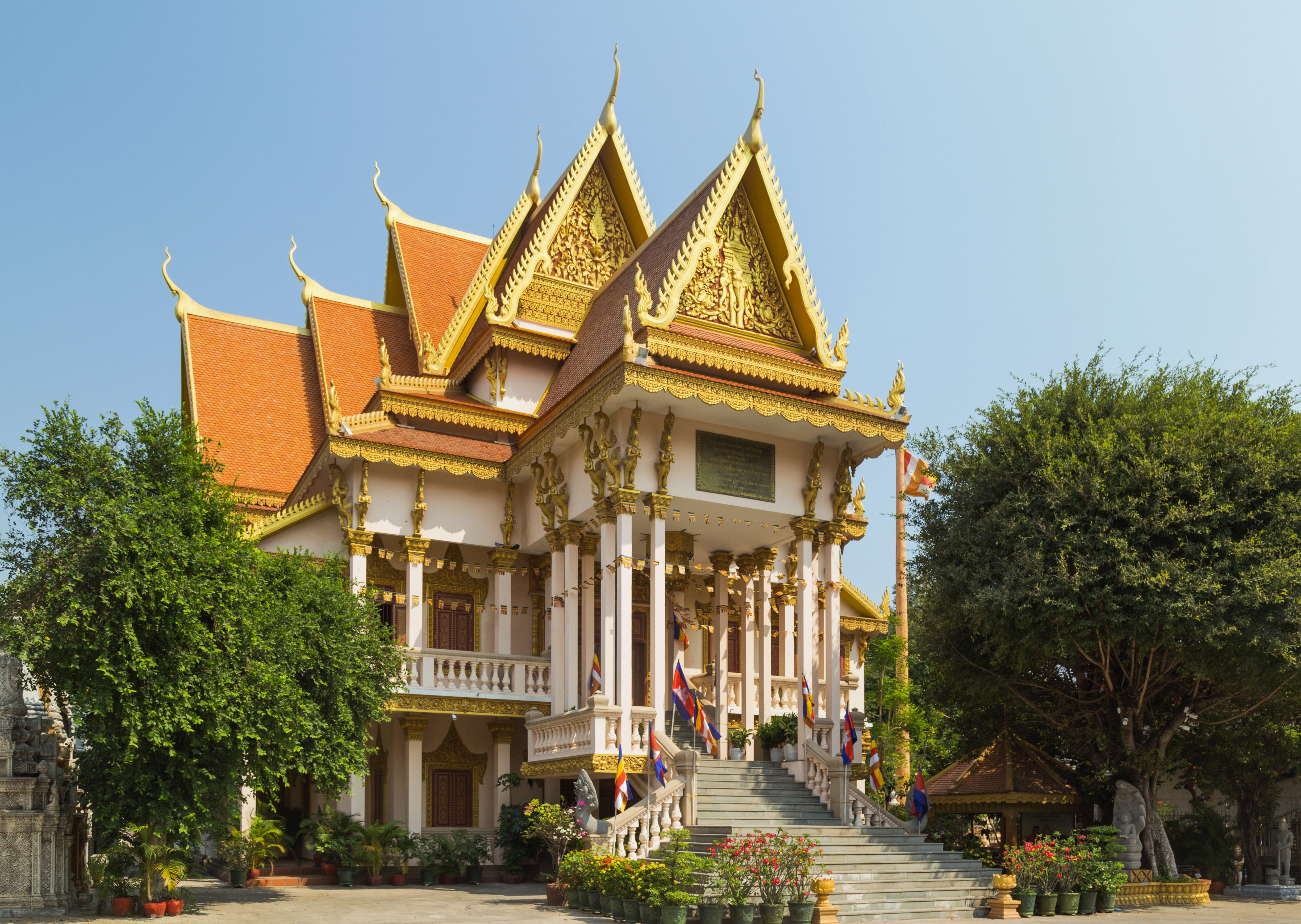
Wat Langka

### Lào

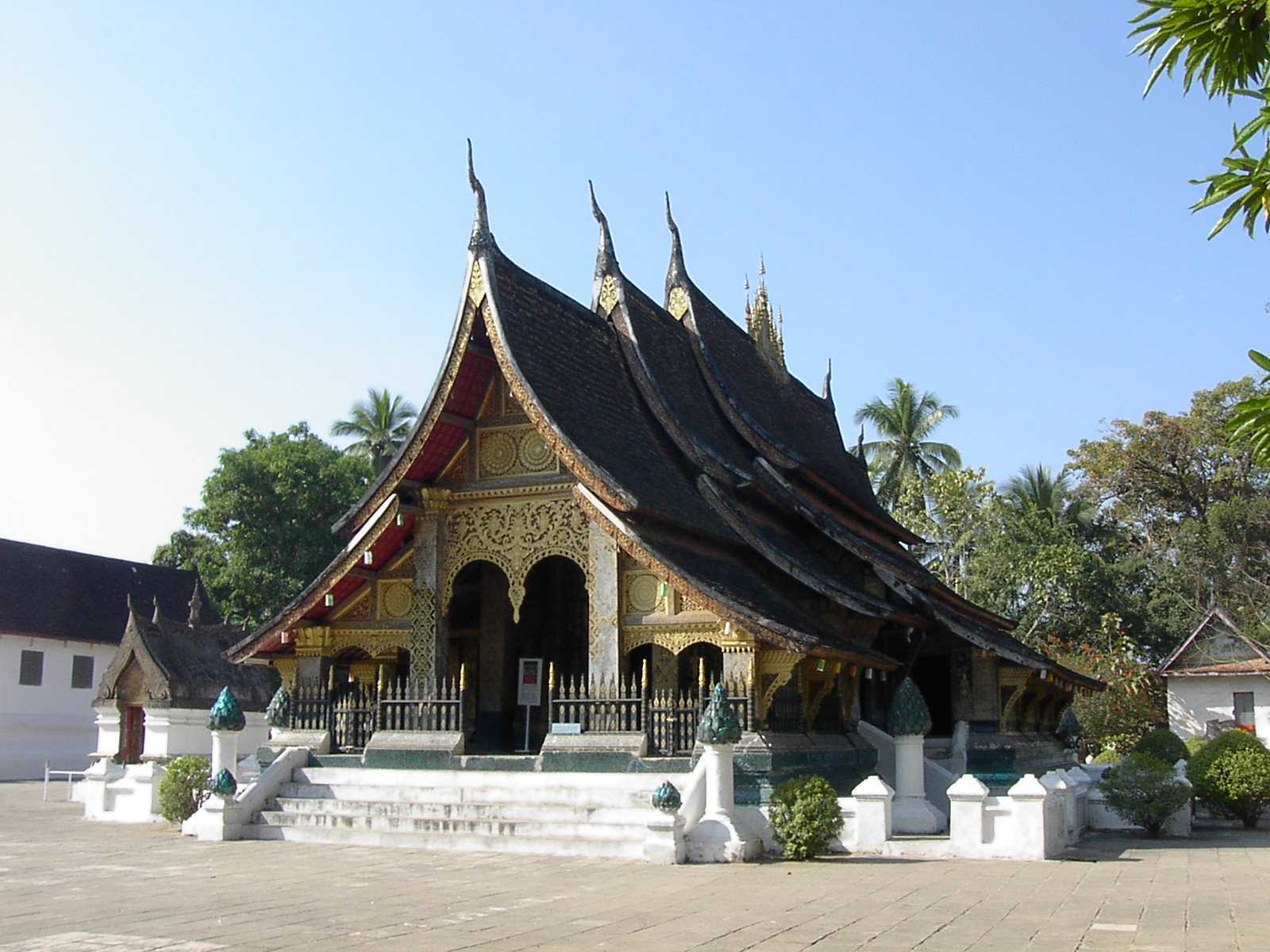
Wat Xieng Thong, Luang Prabang
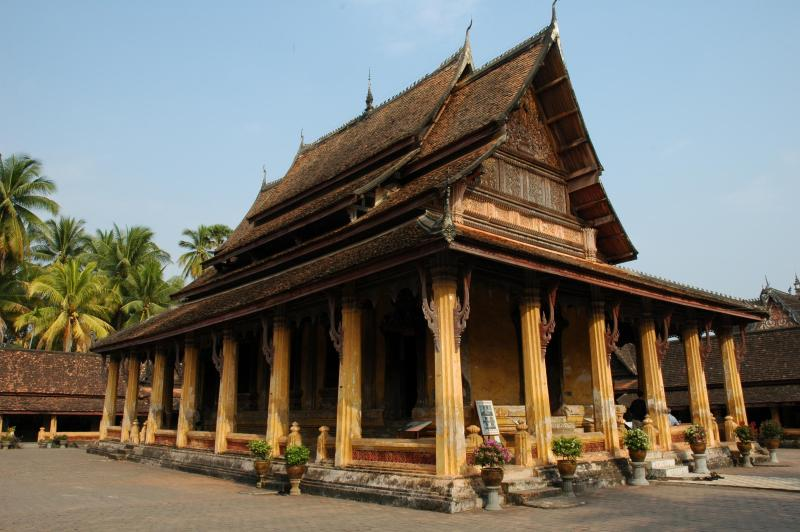
Wat Sisaket

### Thái Lan

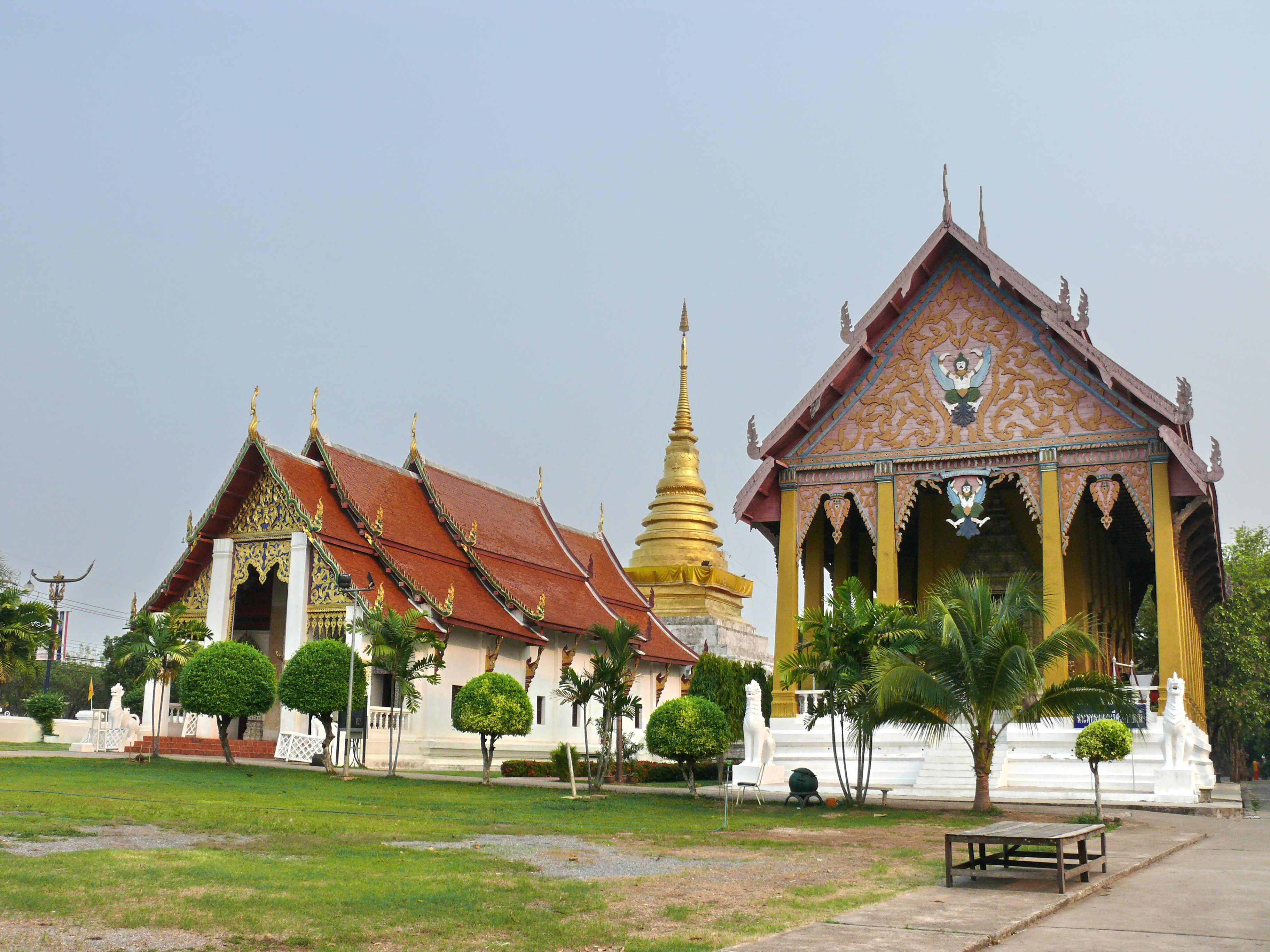
Hai ngôi vì hành và một tháp chedi tại chùa Phra That Chang Kham, tỉnh Nan.
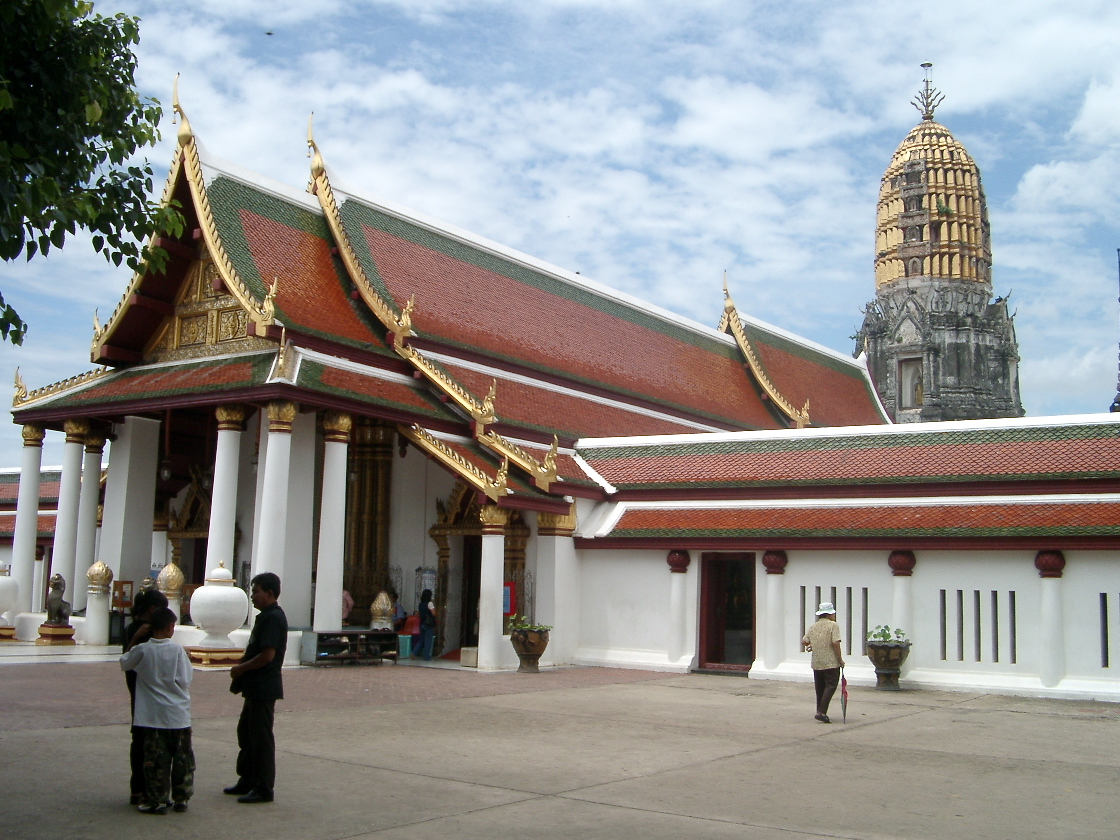
Chùa Phra Si Rattana Mahathat, Phitsanulok.
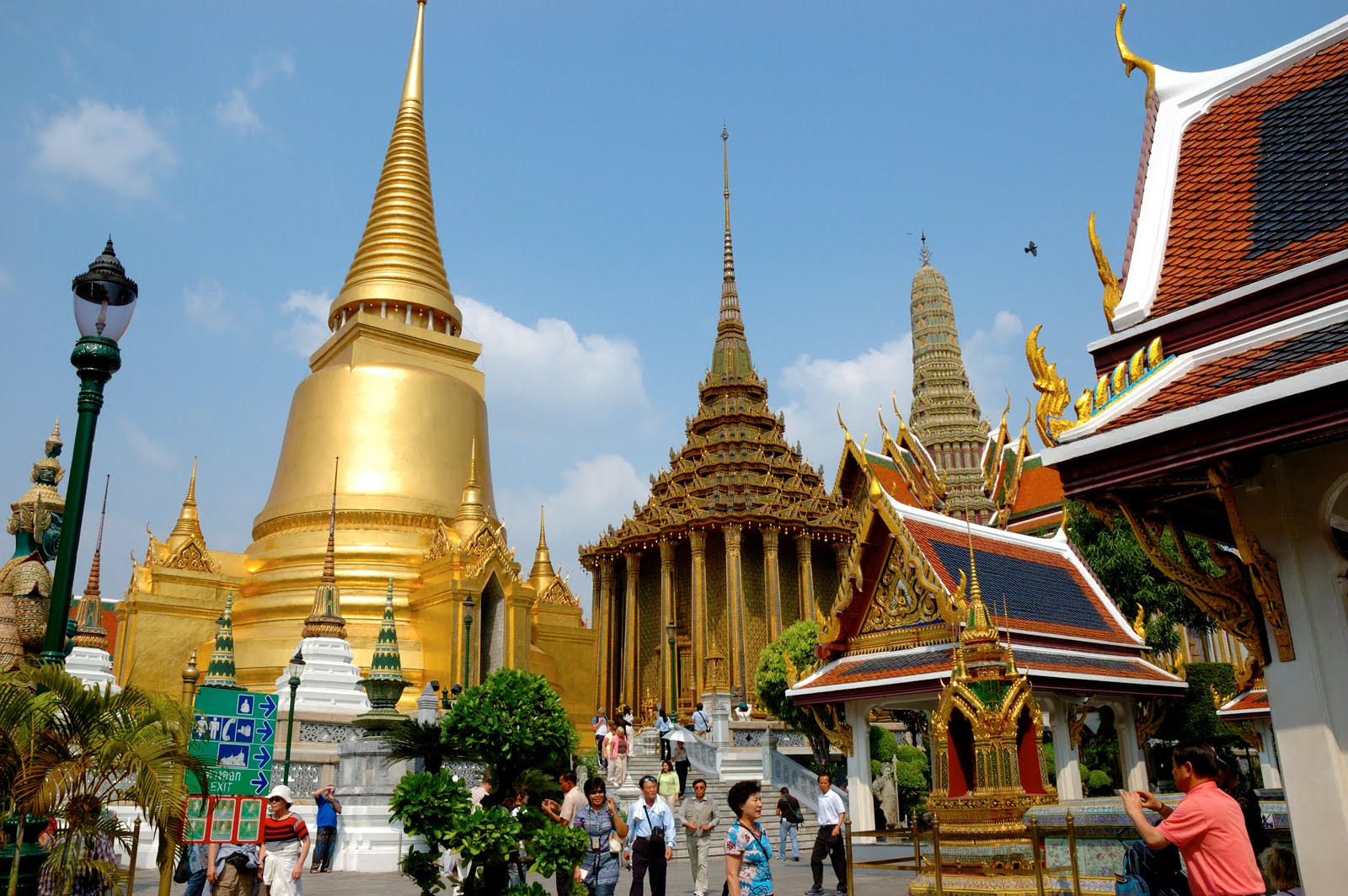
Wat Phra Kaew
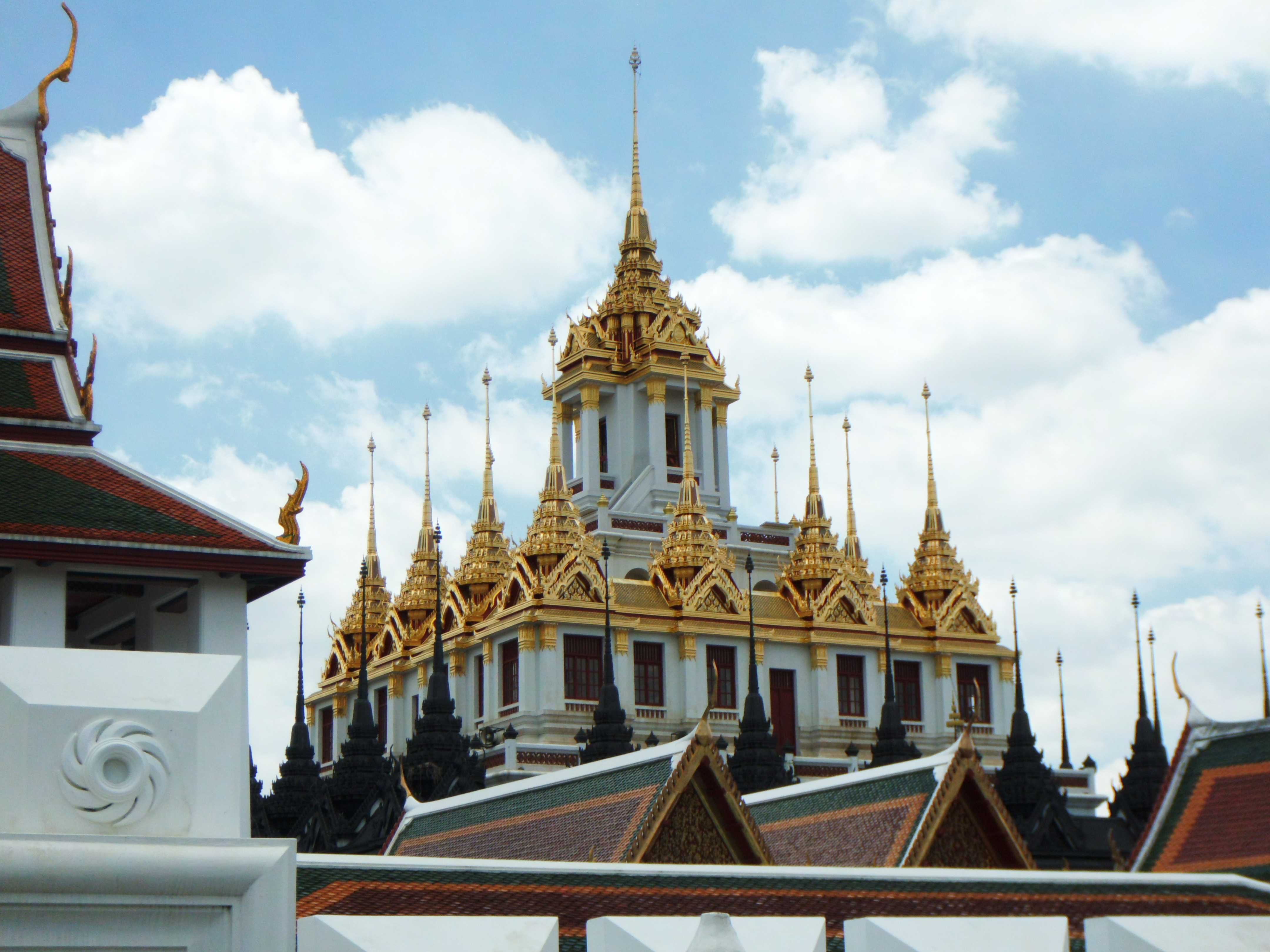
Wat Ratchadatdaram
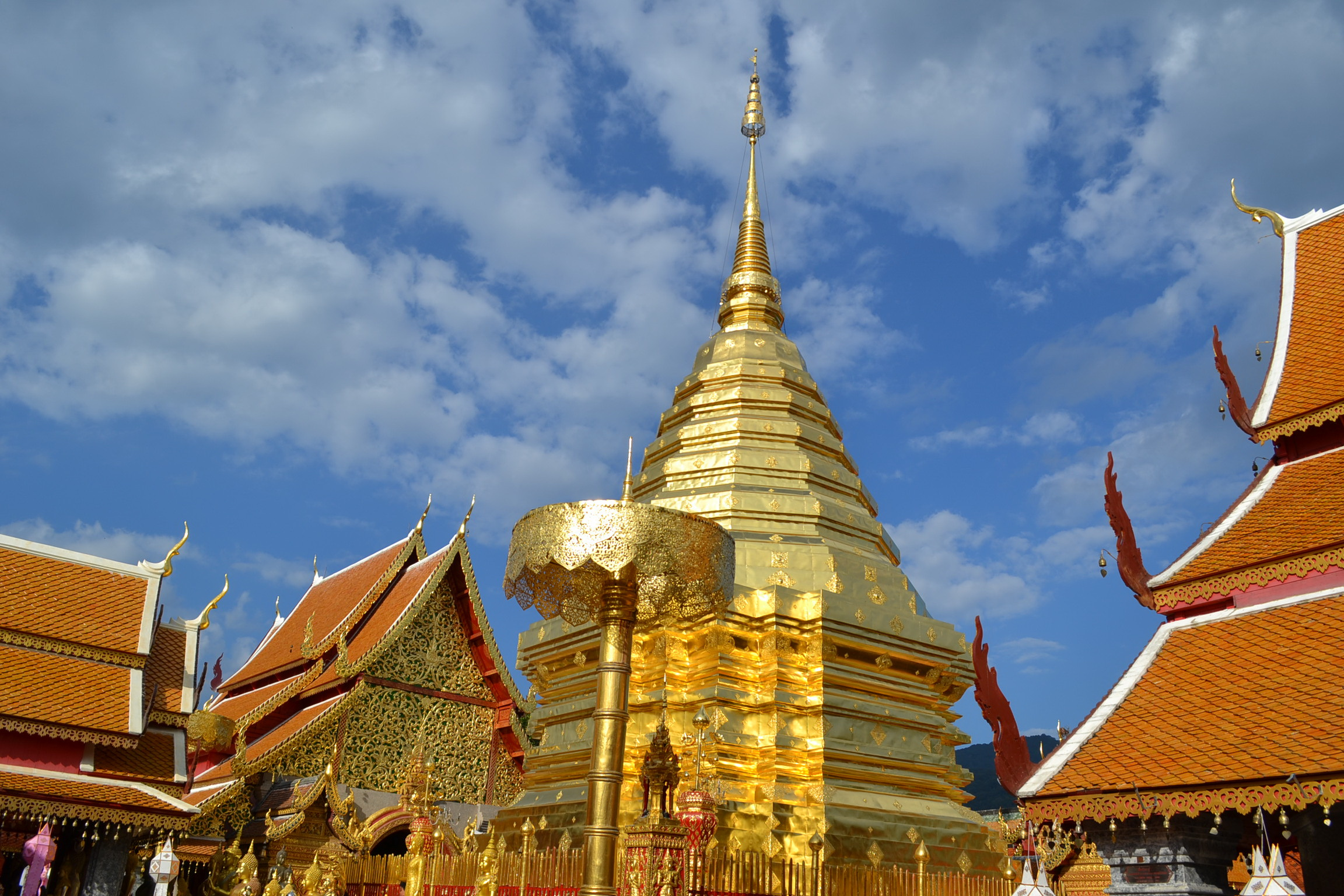
Chùa Phrathat Doi Suthep, Chiang Mai.
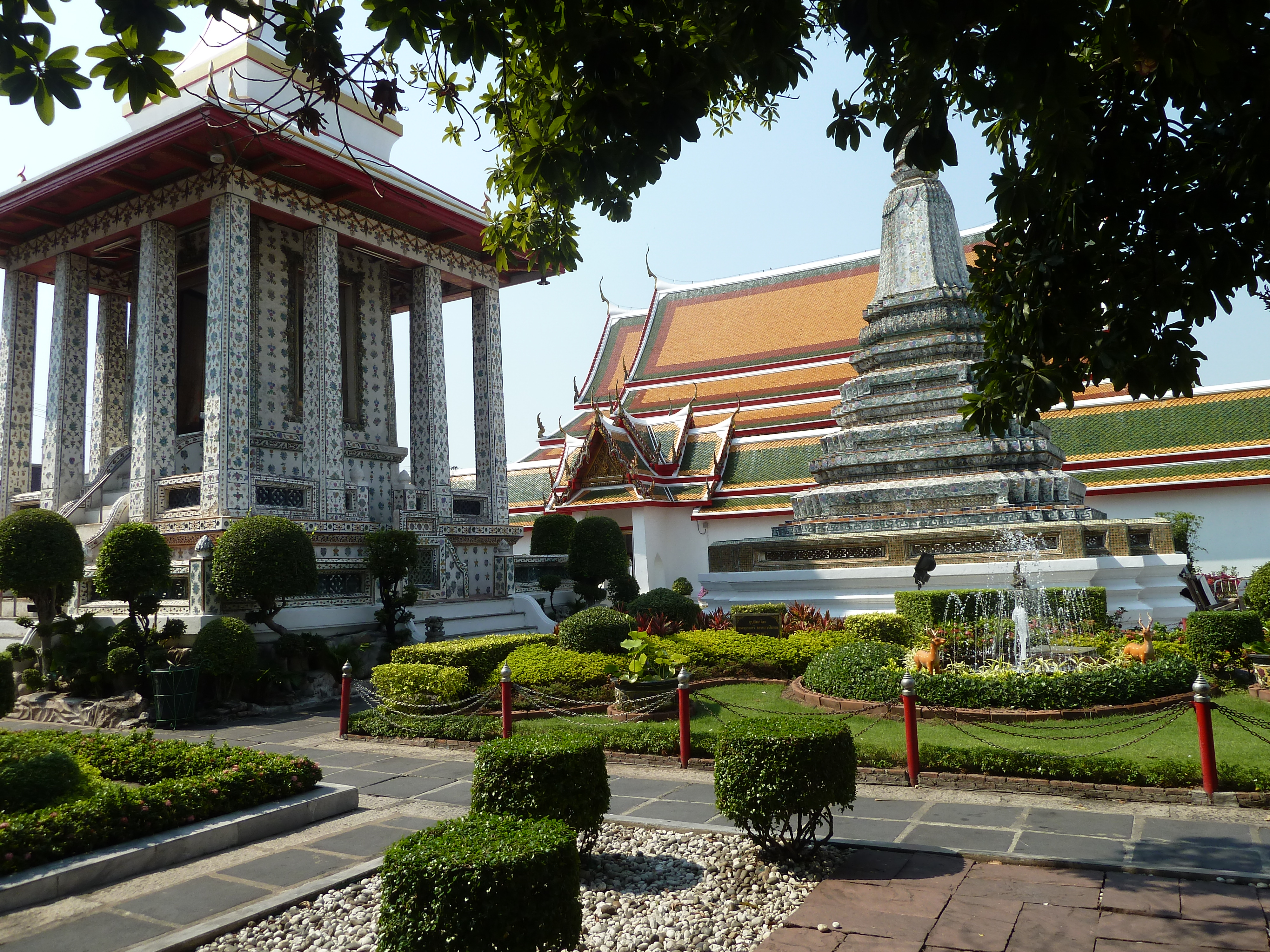
Ngôi đền Mondop và Tháp Chedi của chùa Wat Arun.
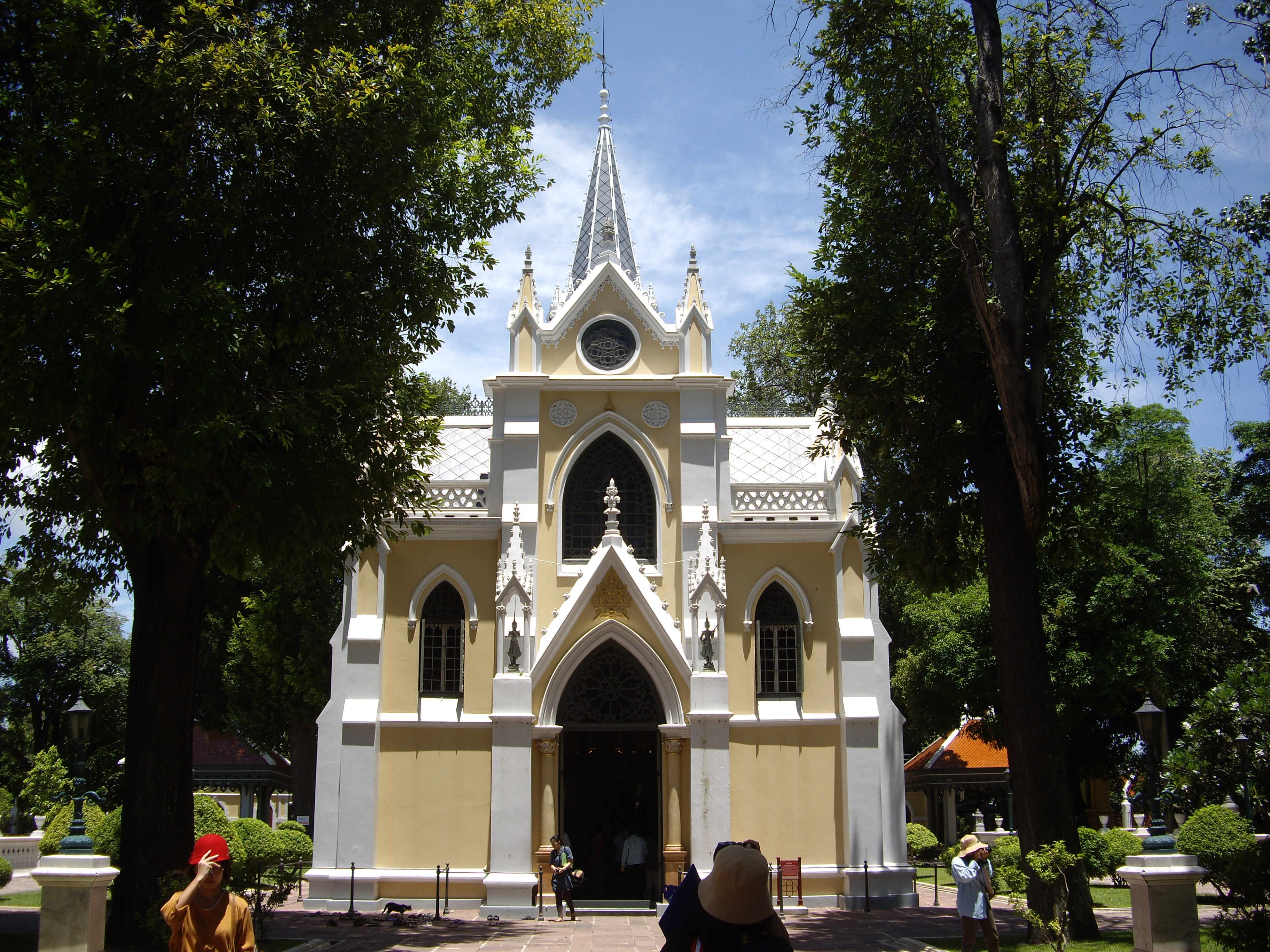
Chùa Niwet Thammaprawat, Ayutthaya.

### Các nước khác

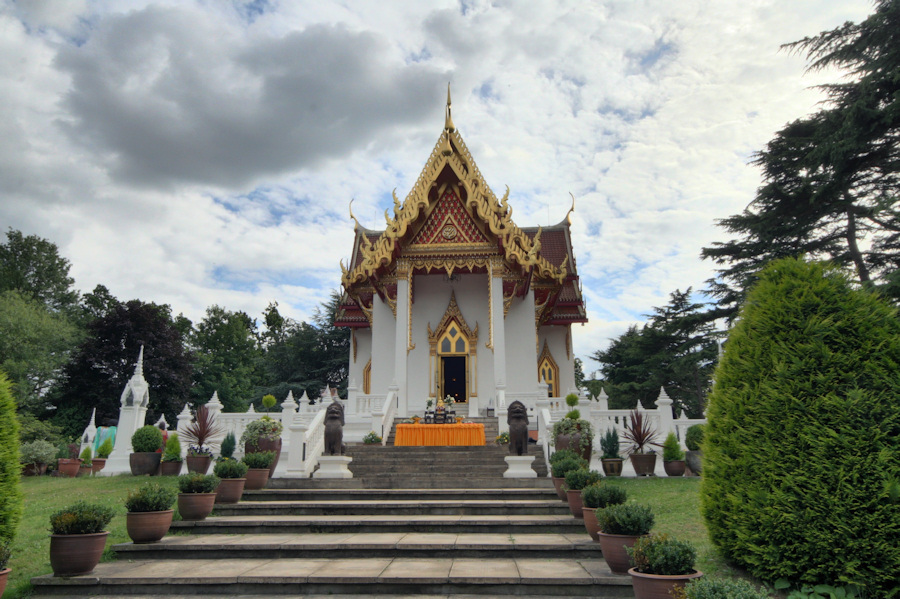
Wat Buddhapadipa ở Wimbledon, Luân Đôn, Vương quốc Anh
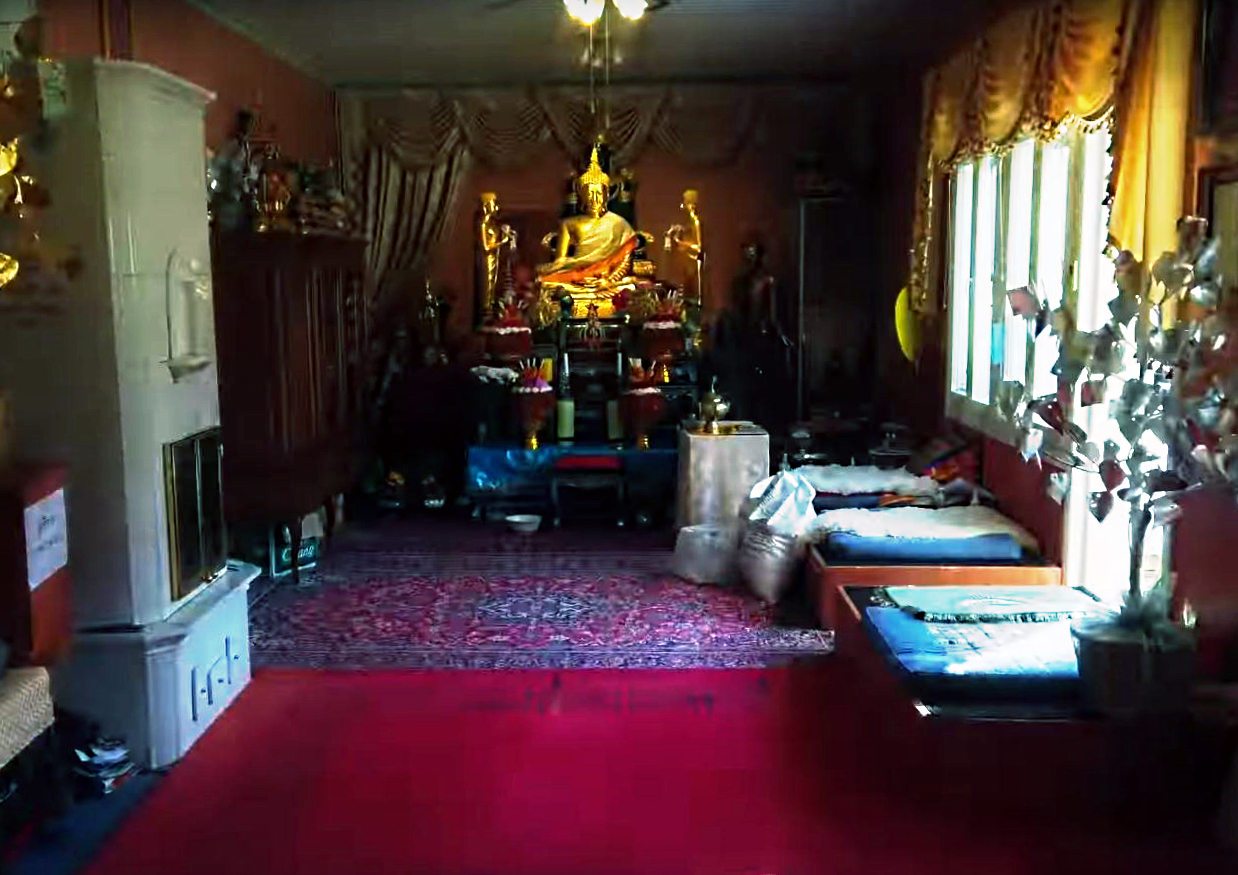
Nội thất của ngôi chùa Phật giáo Thái Lan tại Nukari, Nurmijärvi, Phần Lan